# Felis lybica cafra
Felis lybica cafra este o subspecie de pisică sălbatică africană din Africa Sudică și Răsăriteană.
În 2007, a fost provizoriu recunoscută drept subspecie distinctă pe baza analizării genetice⁠(en)[traduceți]. Dovezile morfologice indică că despărțirea dintre subspeciile de pisică sălbatică africană din Africa s-a petrecut în zona Tanzaniei și Mozambicului.

## Caracteristici
Corpul unei pisici sălbatice africane din subspecia F. l. cafra este marcat cu dungi verticale, dar acestea pot varia de la șterse până la destul de deslușite. Coada are model cu inele cu negru și are un vârf negru. Bărbia și partea din față a gâtului sunt albe și pieptul este de obicei mai palid decât restul corpului. Labele picioarelor sunt negre închis dedesubt. Există două faze de culoare; cenușiu ca fierul, cu picățele negre și albicioase, și lignicolor-cenușiu, cu mai puțin negru și picățele cu tentă mai bubalină. În aparență este foarte similară cu pisica domestică, cu toate că picioarele sunt proporțional mai lungi. Cea mai ușor de deslușit caracteristică este culoarea bogată de brun-roșiatic de pe spatele urechilor, de peste burtă și de pe picioarele din spate. Lungimea corpului său este de 46–66,5 cm cu o coadă lungă de 25–36 cm, iar greutatea variază de la 2,4 până la 5,5 kg.

## Răspândire și habitat
F. l. cafra este răspândită la nivel larg de-a lungul Africii la sud de ecuator, dar nu se găsește de-a lungul coastei namibiene. Tolerează o gamă largă de habitate care oferă vreun soi de covor vegetal.

## Ecologie și comportament
F. l. cafra este în mare parte nocturnă, găsind covor vegetal în care să se odihnească în timpul zilei. Obiceiurile îi sunt solitare, exceptând în vremea împerecherii și creșterii puilor, și sunt foarte teritoriale. Sunt prădători adaptabili, preferând să vâneze rozătoare mici, dar sunt în stare să își schimbe dieta în concordanță cu abundența și disponibilitatea sezoniere și pe termen lung ale prăzii; au fost observate ucigând și ale mamifere mici, păsări, reptile, amfibieni, insecte și alte nevertebrate. Printre cele mai mari prăzi înregistrate se numără iepuri propriu-ziși, iepuri săritori africani⁠(en)[traduceți] și păsări cu mărimea de până la cea a unei bibilici.

## Amenințări
Amenințarea principală la adresa supraviețuirii subspeciei F. l. cafra este tendința acesteia de a se încrucișa cu pisici domestice de lângă locuințe umane. Printre alte amenințări se numără persecutarea⁠(en)[traduceți] din partea vânătorilor și fermierilor, precum și pierderea de habitat.